# Gentleman cambrioleur
Gentleman cambrioleur is het zesde album van de Canadese zanger Garou, uitgebracht in december 2009. Het album is deels Frans- en deels Engelstalig en bevat diverse covers.

## Nummers
1. Gentleman Cambrioleur (2:28)
2. I Love Paris (2:33)
3. Les dessous chics (2:36)
4. Sorry (3:33)
5. New Year's Day (4:04)
6. Aux champs-élysées (3:27)
7. Do You Think I'm Sexy? (3:50)
8. Aimer d'amour (3:17)
9. C'est comme ça (3:35)
10. À ma fille (3:50)
11. The Sound of Silence (4:31)
12. Everybody Knows (5:58)